# Télésat Canada
Ne doit pas être confondu avec TéléSAT.
Télésat Canada (Télésat) est un opérateur de satellite de télécommunications canadien  créé le 2 mai 1969. La société a son siège social à Ottawa, Ontario, et des bureaux aux États-Unis et au Brésil.

## Historique
La société d'État Télésat Canada est créée en 1969 par un décret du Parlement canadien . Elle lance en orbite géostationnaire en 1972 son premier satellite de télécommunications Anik A1.  Il s'agit du premier satellite prenant en charge des télécommunications domestiques. Celui-ci retiré du service en 1981. Jusqu'en février 1979 Télésat détient un monopole sur les stations terrestres de réception des signaux émis par ses satellites installés sur le territoire canadien. Après la fin de ce monopole, l'application de ces baux s'est prolongée jusqu'à leur échéance.
En 1998, le gouvernement fédéral vend la société à Bell Canada. Fin 2006, Loral Space and Communications en partenariat avec l'Office d'investissement des pensions du secteur public du Canada (en), l'un des grands gestionnaires de fonds pour des caisses de retraite au Canada, faisait l'acquisition de Télésat pour US $ 2.8 milliards. Fin 2007, Les deux partenaires après avoir obtenu l'accord réglementaire achèvent l'acquisition de Télésat de BCE Inc. pour 3,25 milliards $ CAD. L'acquisition a été conclue le 31 octobre 2007, Loral possédant 64 pour cent de l'ensemble. Télésat Canada fusionne avec Loral Skynet, filiale de Loral Space & Communications  exploitant un réseau de satellites et dont son siège social était situé à Bedminster, New Jersey. La fusion entraîne le transfert de la totalité des actifs de Loral Skynet à Télésat.

## Satellites lancés pour Télésat
- Anik A1 - 1972
- Anik A2 - 1973
- Anik A3 - 1975
- Anik B - 1978
- Anik D1 - 1982
- Anik C3 - 1982

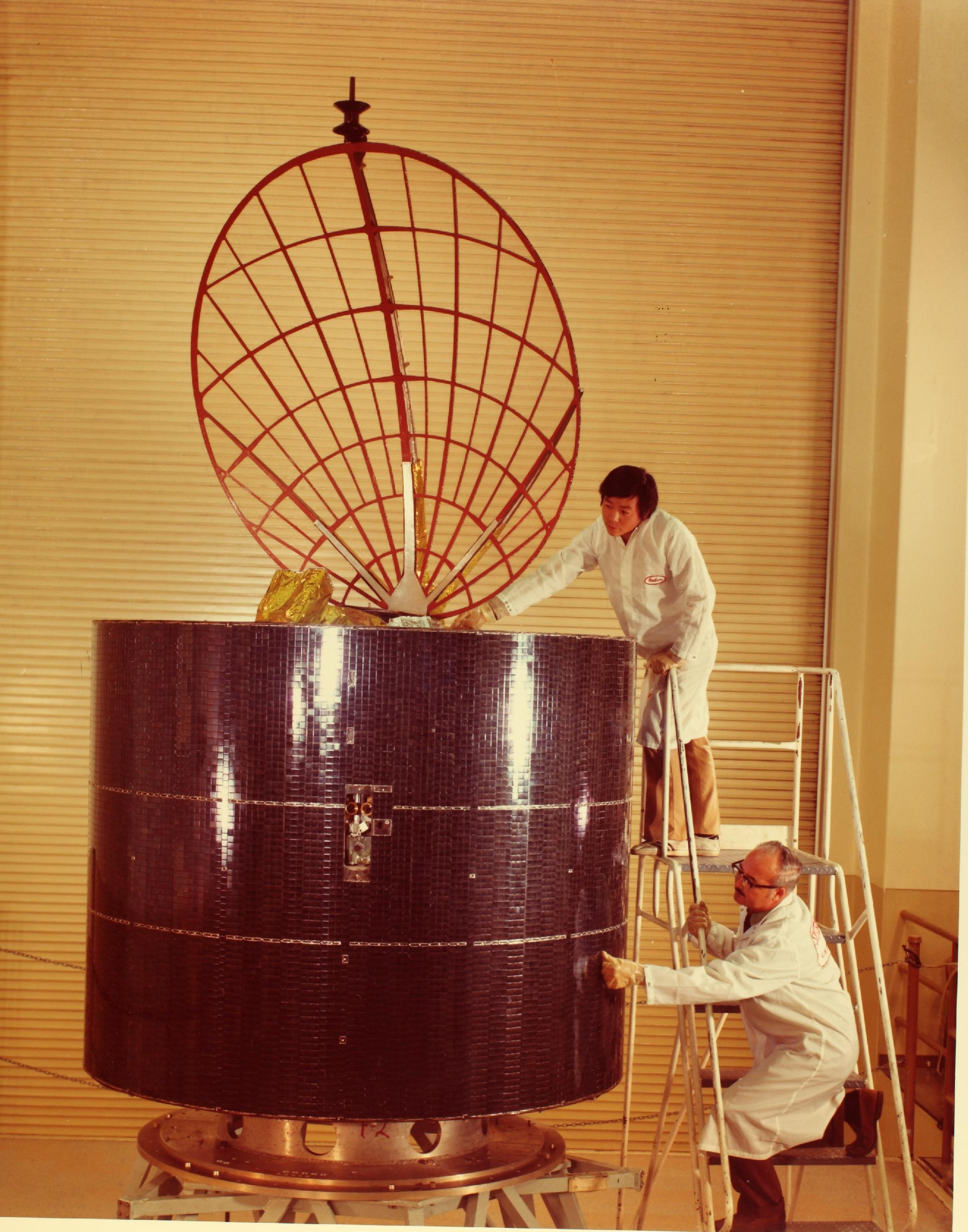
Un satellite Anik A représentant de la première génération des satellites lancés par la société.

- Anik C2 - 1983 - vendu à Paracom SA en 1993
- Anik D2 - 1984 - vendu à GE Americom 1991 et ARABSAT en 1993
- Anik C1 - 1985 - vendu à Paracom SA en 1993
- Anik E2 - 1991
- Anik E1 - 1991
- MSAT-1 - 1996
- Nimiq 1 - 1999
- Anik F1 - 2000
- Nimiq 2 - 2002
- Estrela do Sul 1 (Telstar 14) - 2004
- Anik F2 - 2004
- Anik F1R - 2005
- Wildblue-1[4]
- Nimiq 3
- Anik F3 - 2007
- Telstar 11N - entré en service 31 mars 2009
- Nimiq 4 - 2008
- Nimiq 5 - 2009
- Telstar 14R
- Nimiq 6 - 2012
- ViaSat-1
- Telstar 18
- Telstar 18 Vantage
- Telstar 12
- Telstar 12 Vantage - 24 novembre 2015
- Anik G1
- Nimiq 7 - Non encore en opération en date du 12 août 2016[4]
- Nimiq 8 - Non encore en opération en date du 12 août 2016[4]

## Autres satellites mis en orbite
Télésat a annoncé le 30 décembre 2009, que Nimiq 6 a été construit par Space Systems/Loral (SSL). Bell Télé (autrefois  Bell ExpressVu), un fournisseur canadien de télévision par satellite, a accepté de louer entièrement le satellite pour sa durée de vie pour desservir leurs abonnés partout au Canada. Nimiq 6 a une charge utile composée de 32 répéteurs de forte puissance en bande Ku. Il utilise la plate-forme 1300 de SSL et a une durée de vie de 15 ans. Il a été lancé en 2012 par International Launch Services. Télésat a lancé Telstar 12 VANTAGE en novembre 2015 par une fusée H-IIA 204, une variante de la fusée H-IIA ; il est entré en service en décembre 2015.